# Vredener Hungertuch
Das Vredener Hungertuch ist eines von zwei Hungertüchern der Innenstadtkirchen der Stadt Vreden, Kreis Borken in Nordrhein-Westfalen. Als Vredener Hungertuch wird das der Stiftskirche bezeichnet, da es das historisch relevante ist. Das Hungertuch der Pfarrkirche ist erst im letzten Drittel des 20. Jahrhunderts entstanden.
Das Hungertuch der St.-Felizitas-Kirche ist eine Stiftung der Äbtissin Agnes von Limburg-Stirum aus dem Jahr 1619. Der lateinischen Widmungsinschrift zufolge hat sie persönlich das Hungertuch „zu Ehren der Passion unseres Herrn angefertigt“. Eine auch lateinische verfasste Ergänzung dieser Inschrift aus dem Jahr 1826 bezieht sich auf die Restaurierung des Tuches durch die Gräfin Christina von Salm-Reifferscheid mit Unterstützung der „Fräuleins von Limpens und Meyer zu Stritholt“.
Das Vredener Exemplar ist ganz der westfälischen Hungertuchtradition verpflichtet und daher eine typische Leinen-Filetstopfarbeit. Während das zentrale Motiv, eine Kreuzigung, hochformatig ist, wird dieses Format relativiert durch querformatige kleinere Darstellungen aus der Leidensgeschichte Jesu. In seiner Gesamtheit ist das Tuch annähernd quadratisch mit den Außenmassen 4,85 × 4,50 m, in seinem Erscheinungsbild dominiert jedoch leicht die vertikale Ausrichtung, da um das hochformatige Zentralbild jeweils seitlich vier und ober- und unterhalb nur drei der querformatigen Darstellungen angeordnet sind. Verbunden sind die einzelnen Felder durch Leinenstreifen, unterbrochen von den vier Evangelisten und sechzehn Wappen, die die Ahnentafel von den zur Stiftsfähigkeit nötigen adligen Vorfahren der Äbtissin darstellen. Die querformatigen Bilder beginnen oben links und setzen sich reihenweise von links nach rechts fort. Das erste zeigt das Letzte Abendmahl und die Fusswaschung, darauf folgt eine Ölbergszene. Das nächste ist die Gefangennahme Jesu und der Kuss des Judas, dann in der zweiten Reihe links Christus vor Pilatus. Rechts sieht man die Geißelungsszene, der in der nächsten (dritten) Reihe links die Dornenkrönung folgt. Die weitere Szenen sind „Ecce Homo“ und in der unteren Reihe noch „Kreuztragung Christi“, „Grablegung“ und „Auferstehung“. Etliche dieser Bilder sind zusätzlich mit lateinischen Zitaten aus den Evangelien versehen.
Das Vredener Hungertuch dient nicht mehr seinem liturgischen Zweck während der Fastenzeit. Es ist im nördlichen Teil des Querhauses der Stiftskirche ganzjährig in einer Vitrine ausgestellt.

## Filetstopfarbeit im Prinzip erläutert

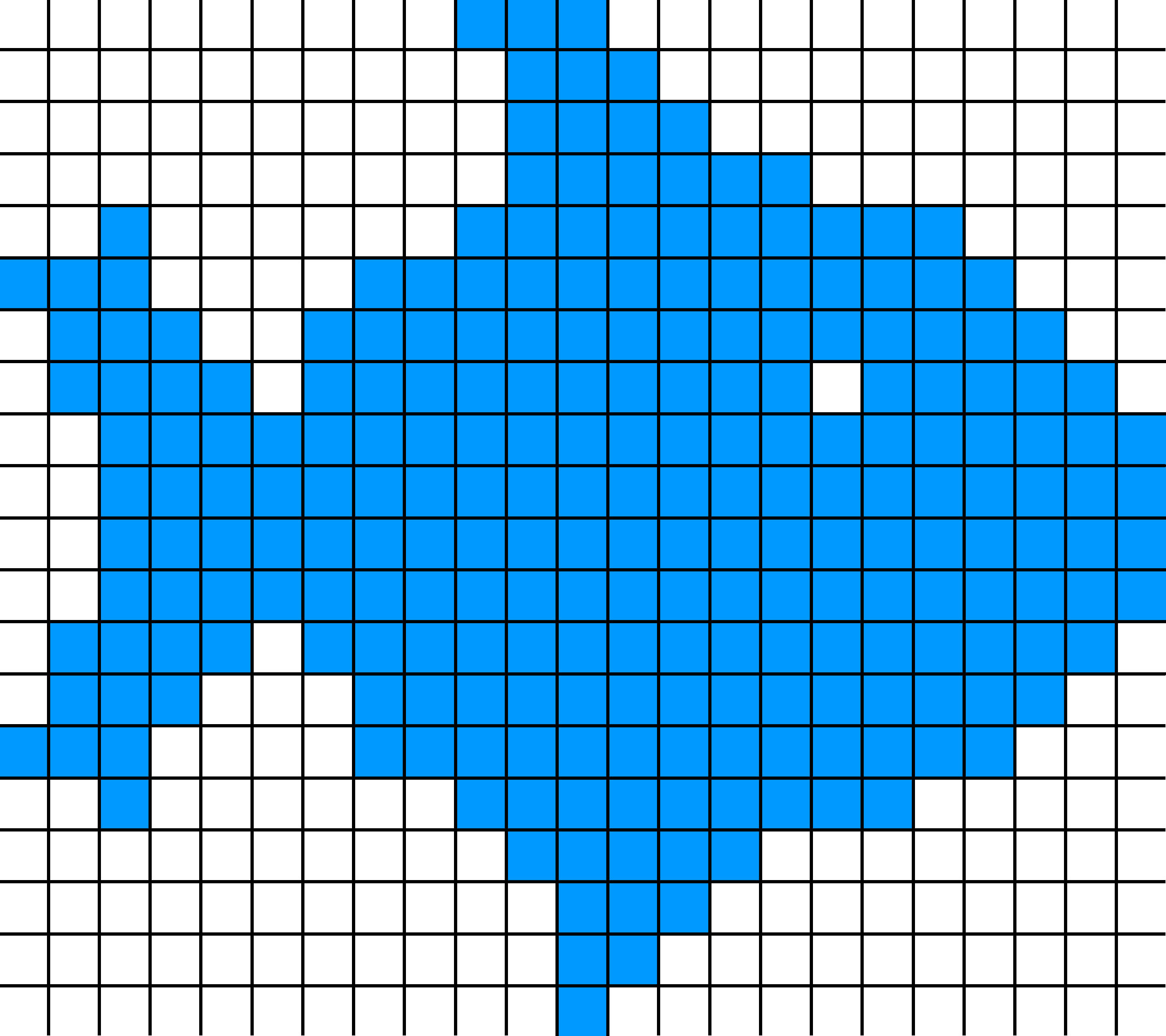
Ein Fisch dargestellt als Pixelgrafik/Rastergrafik. Schwarze Linien entsprechen den Fäden, blaue Felder den gestopften Feldern.

Filetstopfarbeit ist eine Form von Handarbeit, die mit dem Prinzip der Pixelgrafik vergleichbar ist. Bei einem aus ein Gitternetz bildenden Fäden bestehendem Gewebe werden bestimmte Felder gestopft, „verfüllt“, andere frei gelassen. Dadurch entstehen grobe Motive, die bei auf Fernbetrachtung angelegten Hungertüchern in Filetstopfarbeit doch recht gut erkennbar sind.